# Oestocephalus
Oestocephalus là một chi động vật lưỡng cư lepospondyli tuyệt chủng sống vào kỷ Cacbon. Hóa thạch của nó được tìm thấy tại Cộng hòa Séc cũng như Ohio và Illinois ở Mỹ. Đây là chi điển hình của họ Oestocephalidae, mặc dù trước đó nó đã được giao cho họ Ophiderpetontidae, mà bây giờ được xem là cận ngành. Nó lần đầu tiên được đặt tên bởi Edward Drinker Cope vào năm 1868 và có hai loài, O. amphiuminus và O. nanum.